# Magdalenazaal (Brussel)

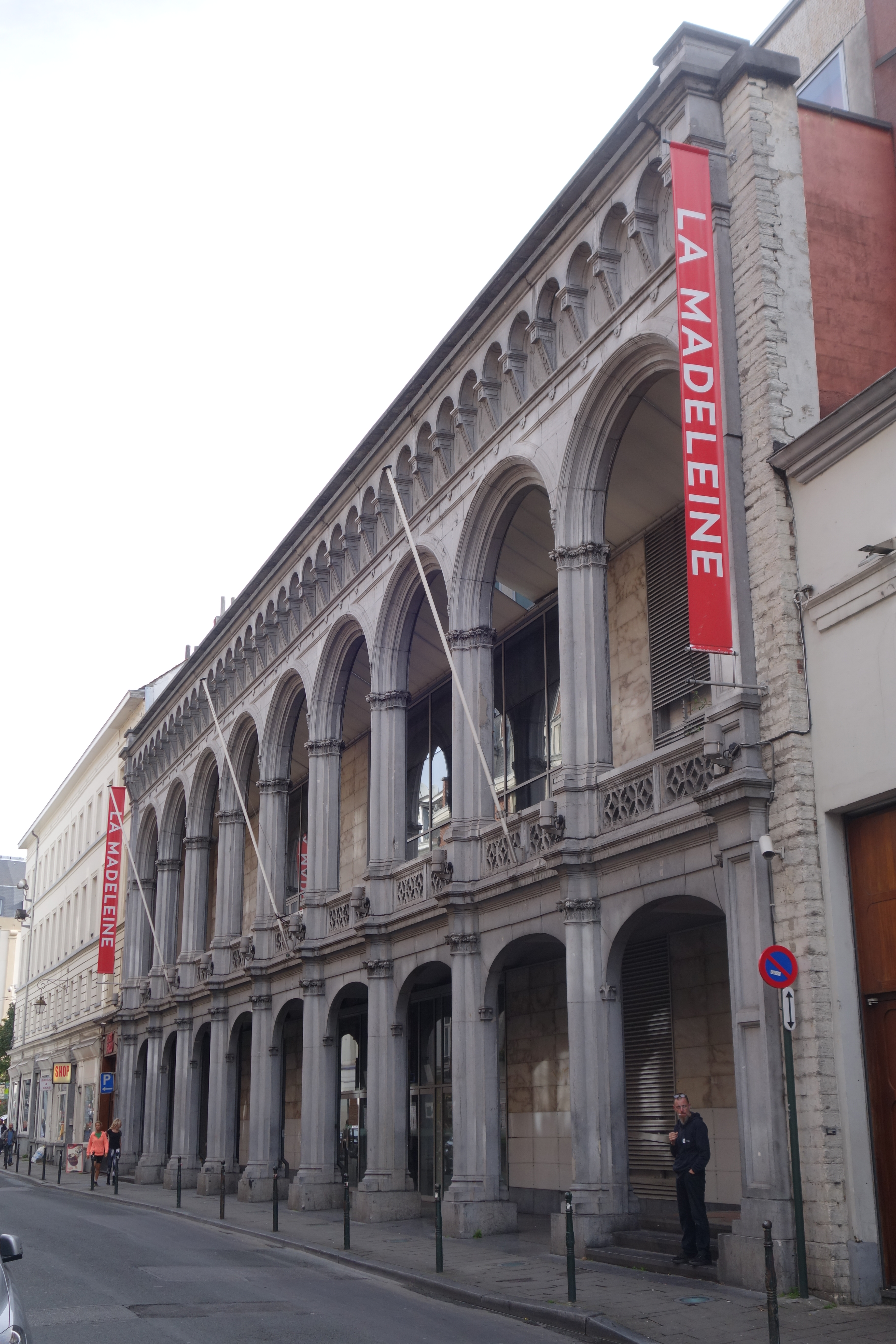
De voorgevel van Cluysenaar

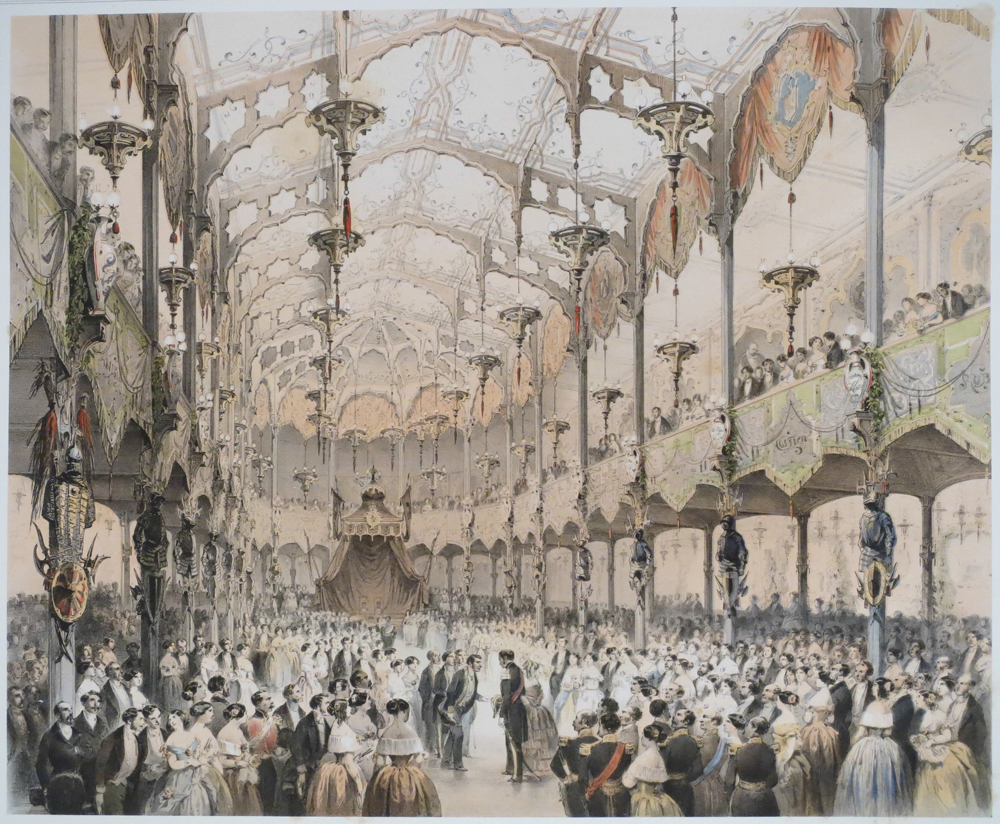
De verdwenen markthal aangekleed in "Moorse" stijl tijdens het openingsfeest op 26 september 1848

De Magdalenazaal (Frans: La Madeleine) is een concertzaal in de Brusselse Duquesnoystraat.

## Geschiedenis
La Madeleine is een voorbeeld van façadisme: van Jean-Pierre Cluysenaars overdekte markthal uit 1847-48 is enkel de neorenaissancegevel bewaard (los geïnspireerd op de Loggia dei Lanzi). Cluysenaar had al de nabijgelegen Sint-Hubertusgalerijen ontworpen en had dus ervaring met glas en metaal. Het project kwam op een binnenblok dat eigendom was van Pierre-Louis Bortier. Deze initiatiefnemer had ook een verbindingspassage voorzien tussen de Sint-Jansstraat en de Magdalenasteenweg, tegenwoordig gekend als de Bortiergalerij. De Magdalenamarkt had een oppervlakte van ongeveer 60 bij 40 meter en telde drie niveaus, waarvan één ondergronds. De dagelijkse groentenverkoop op de nabijgelegen Grasmarkt kon dus comfortabel worden overgenomen. Naast de hoofdingang aan de Duquesnoystraat waren er nog twee andere ingangen (via de halfronde kop van de ruimte, die tegen de Bortiergalerij aan ligt). Even was commotie ontstaan over een nogal forse budgetoverschrijding, maar de bouwvakkers vonden een geldschat op het terrein die de gemoederen deed bedaren.
In de jaren 30 werd de Magdalenamarkt in gebruik genomen als feestzaal en in de Tweede Wereldoorlog maakten de Duitsers er een postkantoor van. De stad Brussel besliste in 1957 om het gebouw af te breken en een volledig nieuwe feestzaal op te trekken met behoud van de façade. De architecten M. en P. Mignot stonden in voor de plannen. Jarenlang vond het ambtenarenbal er een onderkomen. Na een korte episode als casino (2006-2015) liep de huur ten einde en gaf de stad het beheer over aan haar vzw Brussels Expo. Er volgde een renovatie van een miljoen euro. In 2020 werd het huurgeld verlaagd van 300.000 naar 120.000 euro per jaar. Volgens de oppositie was het huurgeld afgestemd op wat het casino eerder betaalde maar wordt de zaal veel te weinig gebruikt om dat bedrag te kunnen voldoen.

## Beschrijving
De moduleerbare zaal biedt 740 zitplaatsen of 1.500 staanplaatsen.